# MGB Komet
| MGB Komet                                      | MGB Komet                                          | MGB Komet                                          | MGB Komet |
| ---------------------------------------------- | -------------------------------------------------- | -------------------------------------------------- | --------- |
| ABDeh 4/8 2022, gekuppelt mit einem ABDeh 4/10 |                                                    |                                                    |           |
| Bauartbezeichnung:                             | ABDeh 4/10                                         | ABDeh 4/8                                          |           |
| Nummerierung:                                  | 2011–2014                                          | 2021–2028                                          |           |
| Anzahl:                                        | 4                                                  | 8                                                  |           |
| Hersteller:                                    | Stadler Bussnang                                   | Stadler Bussnang                                   |           |
| Baujahre:                                      | 2007–2008, 2014                                    | 2007–2008, 2014                                    |           |
| Achsformel:                                    | 2’Bo’zz Bo’zz 2’2'                                 | 2’Bo’zz Bo’zz 2’                                   |           |
| Spurweite:                                     | 1000 mm (Meterspur)                                | 1000 mm (Meterspur)                                |           |
| Länge über Puffer:                             | 74'728 mm                                          | 56'664 mm                                          |           |
| Höhe:                                          | 3950 mm                                            | 3950 mm                                            |           |
| Breite:                                        | 2650 mm                                            | 2650 mm                                            |           |
| Drehgestellachsstand:                          | Triebdrehgestell: 2540 mm Laufdrehgestell: 1800 mm | Triebdrehgestell: 2540 mm Laufdrehgestell: 1800 mm |           |
| Dienstmasse:                                   | 95,0 t                                             | 71,0 t                                             |           |
| Höchstgeschwindigkeit:                         | 80 km/h (Adhäsion) 35 km/h (Zahnstange)            | 80 km/h (Adhäsion) 35 km/h (Zahnstange)            |           |
| Kurzzeitleistung:                              | 1300 kW                                            | 1300 kW                                            |           |
| Dauerleistung:                                 | 1000 kW                                            | 1000 kW                                            |           |
| Anfahrzugkraft:                                | 200 kN                                             | 200 kN                                             |           |
| Stundenzugkraft:                               | 150 kN                                             | 150 kN                                             |           |
| Triebraddurchmesser:                           | 796 mm                                             | 796 mm                                             |           |
| Durchmesser Zahnrad:                           | 688 mm                                             | 688 mm                                             |           |
| Laufraddurchmesser:                            | 685 mm                                             | 685 mm                                             |           |
| Zahnradsystem:                                 | Abt                                                | Abt                                                |           |
| Stromsystem:                                   | 11 kV, 16,7 Hz ~                                   | 11 kV, 16,7 Hz ~                                   |           |
| Sitzplätze 1. Klasse: 2. Klasse:               | 47 141                                             | 30 114                                             |           |
| Fussbodenhöhe:                                 | Niederflur: 415 mm Hochflur: 1100 mm               | Niederflur: 415 mm Hochflur: 1100 mm               |           |

Die MGB Komet (Schreibweise des Herstellers: KOMET) für «komfortabler Meterspur-Triebzug» sind meterspurige elektrische Niederflur-Panoramatriebzüge der Matterhorn-Gotthard-Bahn (MGB) in der Schweiz für gemischtem Adhäsions- und Zahnradbetrieb, hergestellt von Stadler Bussnang. Die Züge verfügen über 1. und 2. Wagenklasse sowie ein Gepäckabteil und verkehren als drei- und vierteilige Einheiten mit den Bezeichnungen MGB ABDeh 4/8 und ABDeh 4/10. Vier der acht bzw. zehn Achsen sind angetrieben.

## Geschichte

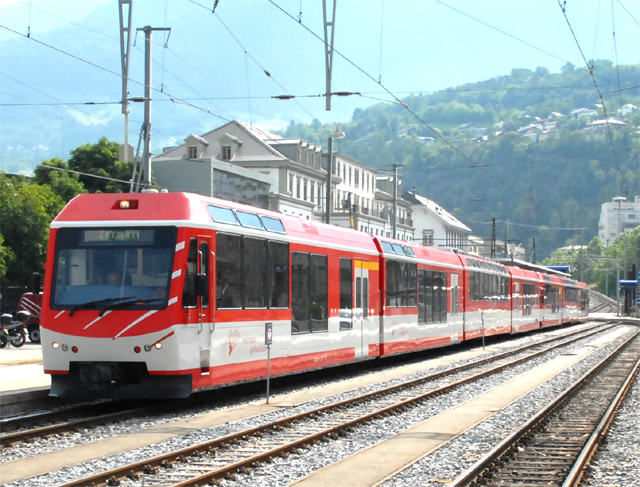
Triebzug ABDeh 4/10 2011 in Brig, gekuppelt mit einem ABDeh 4/8. Der angetriebene Mittelwagen befindet sich an dritter Stelle von vorn.

Nach dem Bau des Lötschberg-Basistunnels benötigte die MGB neue komfortable Züge für Adhäsions- und Zahnradantrieb. Die knappen terminlichen Vorgaben reichten nicht aus, ein völlig neues Fahrzeugkonzept zu entwickeln. Die Komet wurden technisch von den Shuttle-Triebzügen BDSeh 4/8 weiterentwickelt, deren Konzept wie das der Komet vom Stadler GTW abgeleitet ist. Die elektrische Ausrüstung befindet sich nicht wie beim GTW im kurzen zweiachsigen Mittelteil, sondern unterflur im vierachsigen Panoramawagen. Gegenüber den Zermatt-Shuttles wurde die Länge der End- und Zwischenwagen für eine möglichst grosse Passagierkapazität optimiert.
Zwei dreiteilige und drei vierteilige Triebzüge wurden in den Jahren 2007 und 2008 geliefert, 2014 folgten weitere sechs kurze und ein langer Zug. Die Züge sind so konzipiert, dass sie zu fünfteiligen Kompositionen erweitert werden könnten.

## Technik

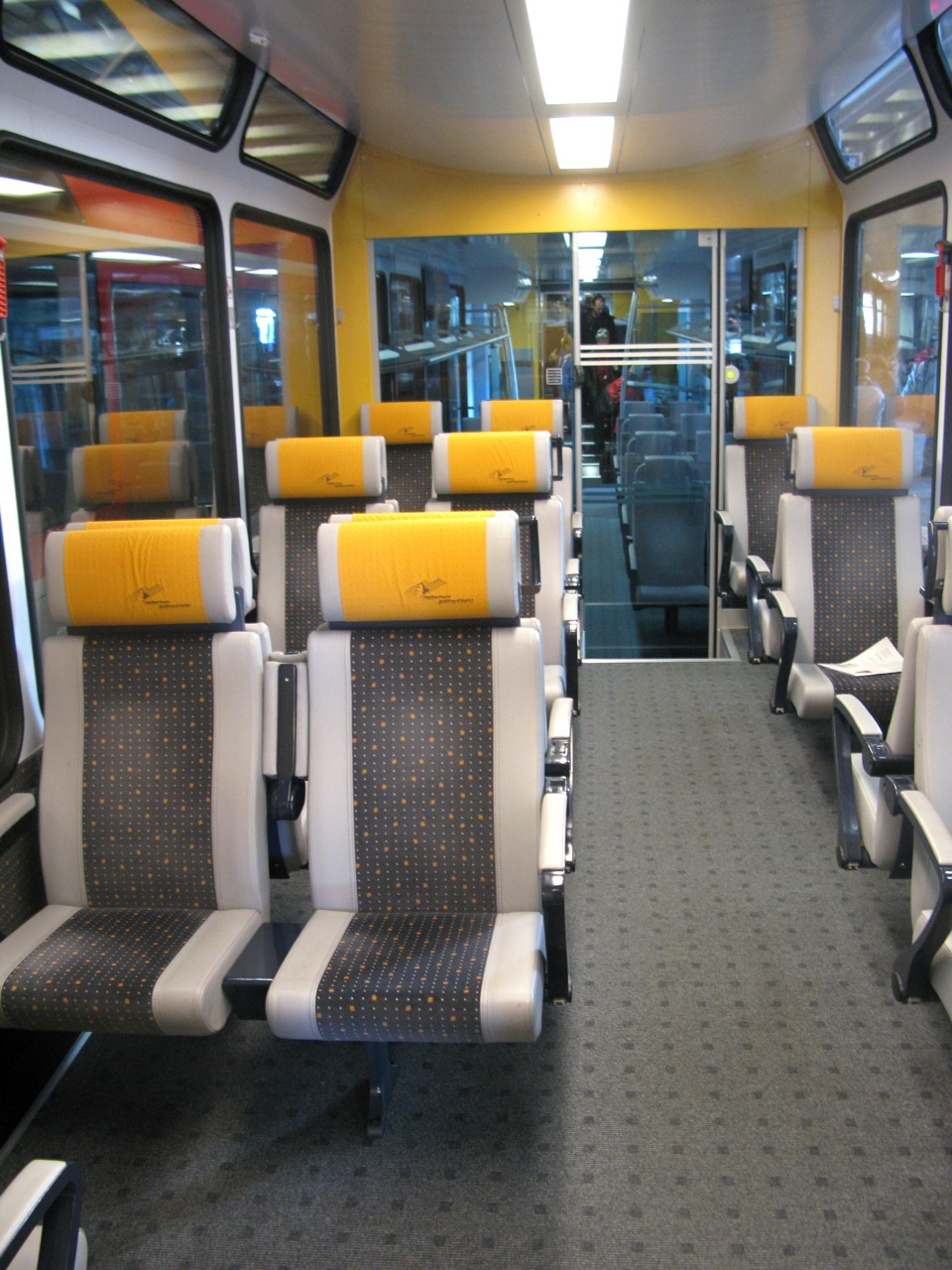
Erstklassabteil und hinter der Glastüre Zweitklass-Niederflurabteil des Komet, am einen Ende des Zuges …

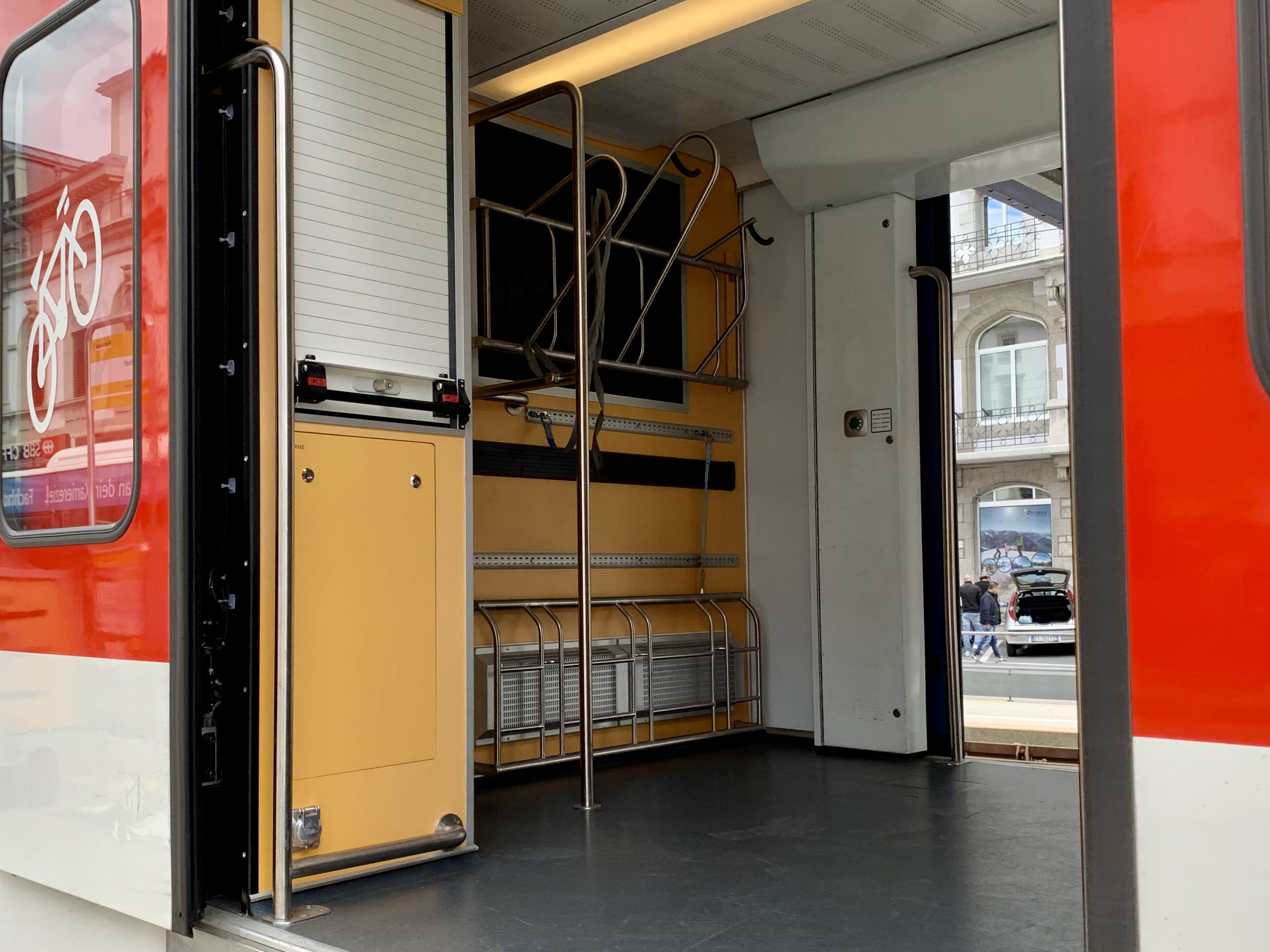
… am anderen Ende des Zuges befindet sich ein Gepäckabteil.

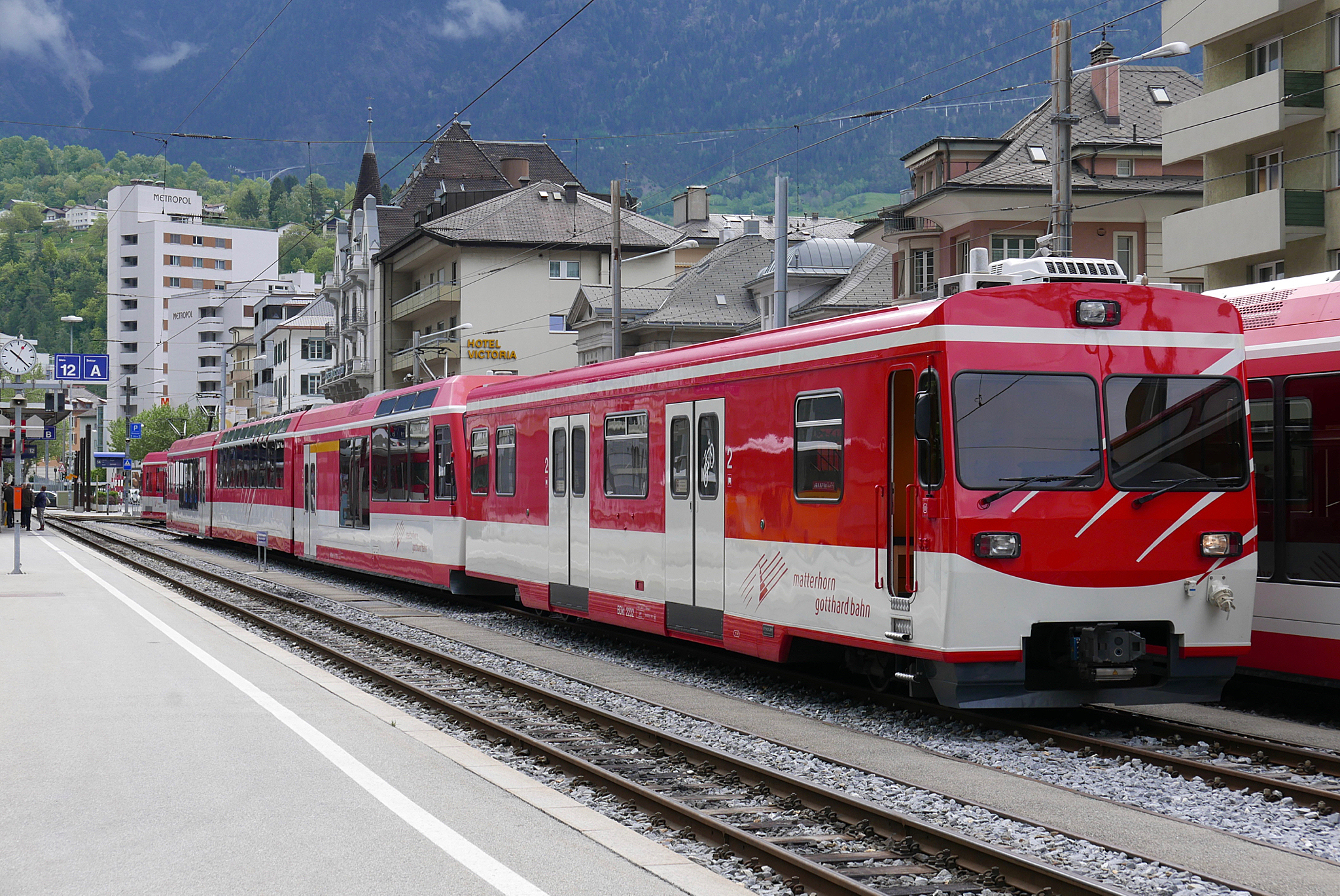
«Kofferkuli-Steuerwagen» BDkt 2232 vor einem ABDeh 4/8 in Brig

Jeder Triebzug besteht aus einem hochflurigen, einstiegslosen, vierachsigen Panorama-Triebwagen. Auf der einen Seite ist ein Endwagen mit einem Laufdrehgestell und Niederflureinstiegen aufgesattelt – auf der anderen Seite ist es beim dreiteiligen Zug ein Endwagen und bei der vierteiligen Variante ein antriebsloser Zwischen- und ein Endwagen. Der Triebwagen verfügt über zwei zweiachsige Drehgestelle mit je einem Fahrmotor pro Achse. Der Antrieb erfolgt im reinen Adhäsionsbetrieb über die vier Achsen der Triebdrehgestelle und im Zahnradbetrieb zusätzlich über vier Zahnräder für die bei der MGB verwendeten Zahnstangen des Systems Abt. Die aufgesattelten Elemente besitzen jeweils nur ein Lauf-/Bremsdrehgestell am äusseren Wagenende und stützen sich am anderen Ende des folgenden Wagens auf. Alle Drehgestelle sind luftgefedert. Die Kästen der End- und Zwischenwagen bestehen aus Aluminium-Grossprofilen in teils geschweisster, teils geschraubter Bauweise. Der hochflurige Triebwagen ist in Stahlbauweise ausgeführt und verfügt über Panoramafenster. Die elektrische Ausrüstung entspricht derjenigen der Shuttle-Züge.
Weil die Komet-Züge wesentlich länger als die Zermatt-Shuttles unterwegs sind, weisen sie einen deutlich besseren Komfort auf. Sie erhielten ein neues Innendesign und verfügen über geschlossene Toiletten, Klimaanlagen und ein Fahrgastinformationssystem.
Dank einer automatischen Mittelpufferkupplung vom Typ FK-9-6 von Schwab Verkehrstechnik können die Triebzüge in Vielfachsteuerung – auch mit den Shuttle-Triebzügen BDSeh 4/8 und den vier Niederflur-Gelenksteuerwagen ABt 2131–34 – fahren, was eine Anpassung an Nachfrageschwankungen ermöglicht. 2014 wurden die «Kofferkuli-Steuerwagen» BDkt 2231–33 durch Stadler für den Betrieb mit den Komet angepasst. Sie werden für den Gepäcktransport eingesetzt und dienen auch als Reserve für die Shuttle-Züge Täsch–Zermatt.
Die Triebzüge können auf dem ganzen Streckennetz der MGB verkehren, für die 179 ‰ steile Schöllenenbahn Göschenen–Andermatt sind jedoch nur die dreiteiligen ABDeh 4/8 zugelassen. Auf 125 ‰ Steigung beträgt das maximale Zuggewicht 150 Tonnen.

## Fahrzeugliste
| Bauart     | Betriebsnummer | Name    | Inbetriebnahme |
| ---------- | -------------- | ------- | -------------- |
| ABDeh 4/10 | 2011           | Zermatt | 2007           |
| ABDeh 4/10 | 2012           | Visp    | 2007           |
| ABDeh 4/10 | 2013           |         | 2008           |
| ABDeh 4/10 | 2014           | Fiesch  | 2014           |
| ABDeh 4/8  | 2021           |         | 2008           |
| ABDeh 4/8  | 2022           |         | 2008           |
| ABDeh 4/8  | 2023           | 2014    |                |
| ABDeh 4/8  | 2024           | 2014    |                |
| ABDeh 4/8  | 2025           | 2014    |                |
| ABDeh 4/8  | 2026           | 2014    |                |
| ABDeh 4/8  | 2027           | 2014    |                |
| ABDeh 4/8  | 2028           | 2014    | Obergoms       |